# Strzał w plecy (monument)
Strzał w plecy (ukr. По́стріл у спи́ну, ros. Выстрел в спину) – pomnik znajdujący się w Symferopolu na Krymie, upamiętniający cywilne osoby oraz żołnierzy Armii Czerwonej, pomordowane przez OUN-UPA. Powstał w roku 2007 z inicjatywy mieszkańców Krymu przy współpracy z Komunistyczną Partią Ukrainy.

## Rzeźba
Pomnik przedstawia postać kobiecą przytrzymującą rannego mężczyznę, co symbolicznie ma odzwierciedlać cywili jak i żołnierzy pomordowanych 'strzałem w plecy' przez ukraińskich szowinistów. W dolnej części rzeźby znajduje się napis: Ku pamięci ofiar narodu radzieckiego, które zginęły z rąk współpracowników faszystów – członków OUN-UPA. Monument ma wysokość 3,5 metra. Autorem jest rzeźbiarz Jewgienij Jabłonski.